# دوغ إرهولتز
دوغ إرهولتز (Doug Erholtz) هو مؤدي أصوات أمريكي ولد في 21 فبراير 1971.

## أدواره في الانمي

### مسلسلات أنمي تلفزيونية
- ناروتو - ساروتوبي أسوما
- ناروتو شيبودن - ساروتوبي أسوما
- بليتش - إيتشيمارو غين
- عسل و برسيم - كازوشي يامازاكي
- دورارارا!! - إيزومي
- ساموراي تشامبلو - أومانوسكي
- سكرابد برنسس - كيداف جايلوت
- فيت/ستاي نايت - شينجي ماتو
- أبطال الديجيتال ج1 - أفعوان
- أبطال الديجيتال ج2 - وسيم
- تنجن توبا جورين لاجان - أيراك
- نودامي كانتابيلي - شينيتشي تشياكي
- بوسو رينكين - غنجي إيكوسابي
- أمير التنس - تاكيشي موموشيرو

### أفلام أنمي
- بابريكا - موريو أوساناي

## أدواره في ألعاب الفيديو
- كينجدوم هارتس 2 - ليون
- ديسيديا: فاينل فانتسي - سكوال ليونهارت
- ديسيديا 012 فاينل فانتسي - سكوال ليونهارت
- ستريت فايتر 4 - فيغا
- سوبر ستريت فايتر 4 - فيغا
- سلسلة ألعاب BLAZBLUE - هازاما (Continuum Shift Extend)

## وصلات خارجية
- دوغ إرهولتز على موقع IMDb (الإنجليزية)
- دوغ إرهولتز على موقع قاعدة بيانات الفيلم (الإنجليزية)
- دوغ إرهولتز على موقع ANN person (الإنجليزية)